# Église Santa Maria dei Vergini
L'église Santa Maria dei Vergini (Sainte-Marie-des-Vierges) est une église du XIVe siècle située dans le cœur historique de la ville de Naples. Elle dépend de l'archidiocèse de Naples.

## Histoire

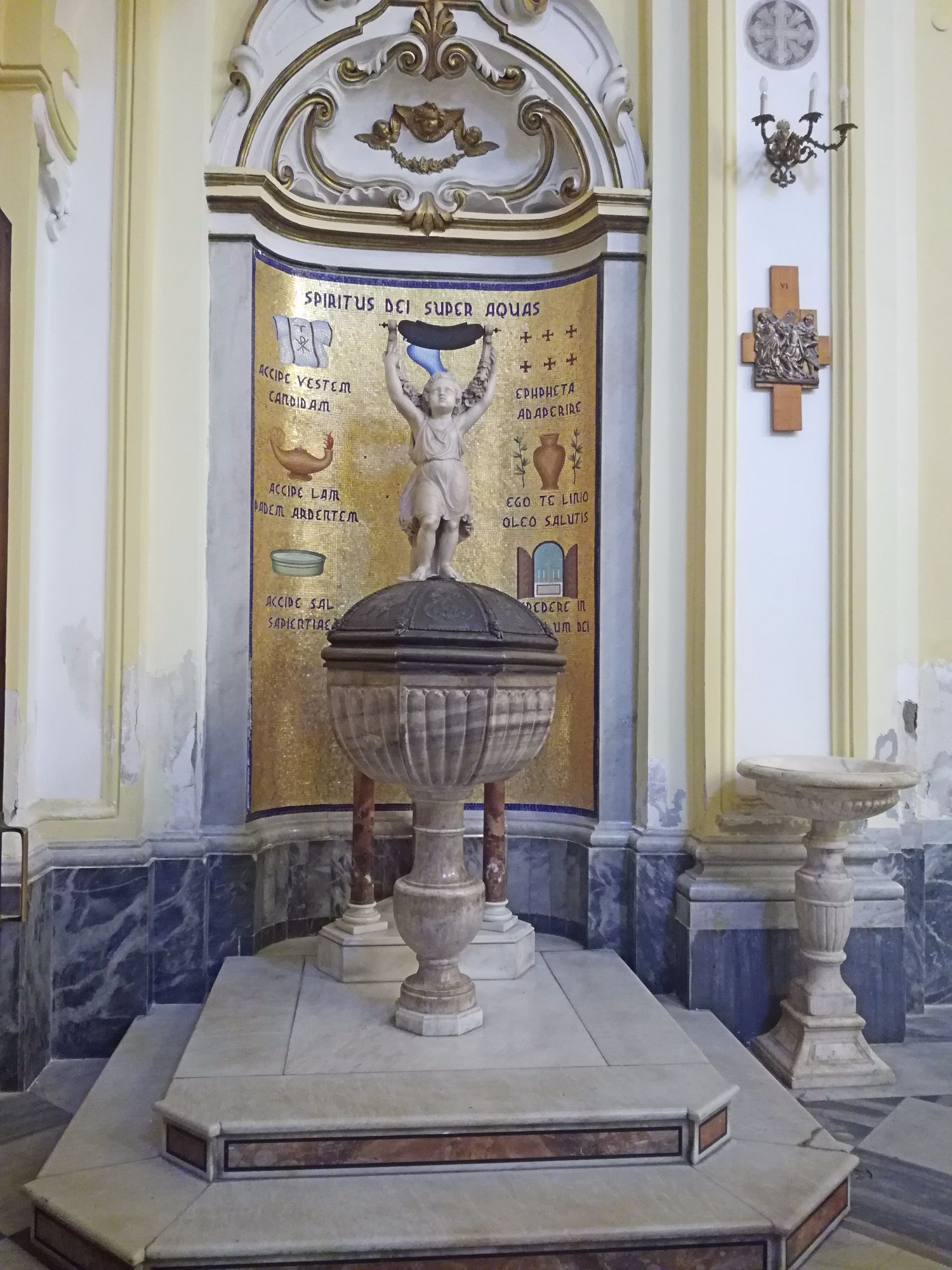
Vue des fonts baptismaux où fut baptisé saint Alphonse de Liguori en 1696.

Une chapelle et son hospice sont construits en 1326 par les habitants du quartier de la porte San Gennaro (Saint-Janvier) sous le vocable de Santa Maria del Borgo dei Vergini. L'ensemble conventuel est cédé en 1334 aux frères cruciféraires de Saint-Clet (supprimés d'abord sous Urbain VIII et définitivement par Alexandre VII en 1656, ils étaient 38 frères ici en 1598 et plus que 18 en 1621, à cause de la concurrence d'autres hospices mieux gérés), puis le cardinal Gesualdo affecte l'église comme simple église paroissiale, tandis que l'ancien hospice est dévolu au séminaire de Naples. Le couvent passe ensuite en 1668 aux pères de la Mission (fondés en 1626 par saint Vincent de Paul), grâce au cardinal Caracciolo. 
L'église est reconstruite à la fin du XVIe siècle et les bâtiments sont modifiés à plusieurs reprises au XVIIIe siècle. L'église est agrandie et modifiée avec un plan elliptique en 1788, selon les dessins de Luigi Vanvitelli. La façade de l'église est rehaussée par Giuseppe Astarita qui réalise en 1754 des colonnes et des pilastres donnant ainsi un effet de clair obscur avec l'enduit qui flanque la partie centrale en « piperno » noir. La statue de marbre de l'Immaculée Conception au-dessus du portail date de 1858; elle y est placée en l'honneur de la proclamation du dogme de l'Immaculée Conception par Pie IX, comme le rappelle la plaque de marbre. Cette statue est l'œuvre de Francesco Liberti et de Giuseppe Pirotti. Le maître-autel de marbre présente une Assomption datée de 1938. 
L'église est presque entièrement détruite par un bombardement américain pendant la Seconde Guerre mondiale qui s'abat sur Naples le 4 août 1943: il ne reste que la structure et le décor intérieur disparaît sous les flammes, ainsi que le mobilier. Une des chapelles possédait un tableau de La Sainte Famille et saint François de Sales présentant sainte Chantal à saint Vincent de Paul (1758) par Galante. Une Gloire de saint Vincent de Paul peinte par Francesco La Mura disparaît aussi sous les bombes. La restauration de l'ensemble intervient dans les années cinquante. À gauche, les fonts baptismaux datant de 1600 sont l'un des seuls éléments mobiliers ayant échappé au désastre. Ils servirent au baptême de saint Alphonse de Liguori en 1696.
En 1963, des fragments de fresque du XVIe siècle sont découverts sous le plâtre et des éléments architectoniques du XIVe siècle dans l'abside et la nef.
L'église est ouverte du lundi au samedi inclus de 8 heures à 12 heures et de 17 heures à 20 heures, et le dimanche de 7 heures 30 à 14 heures.

## Bibliographie

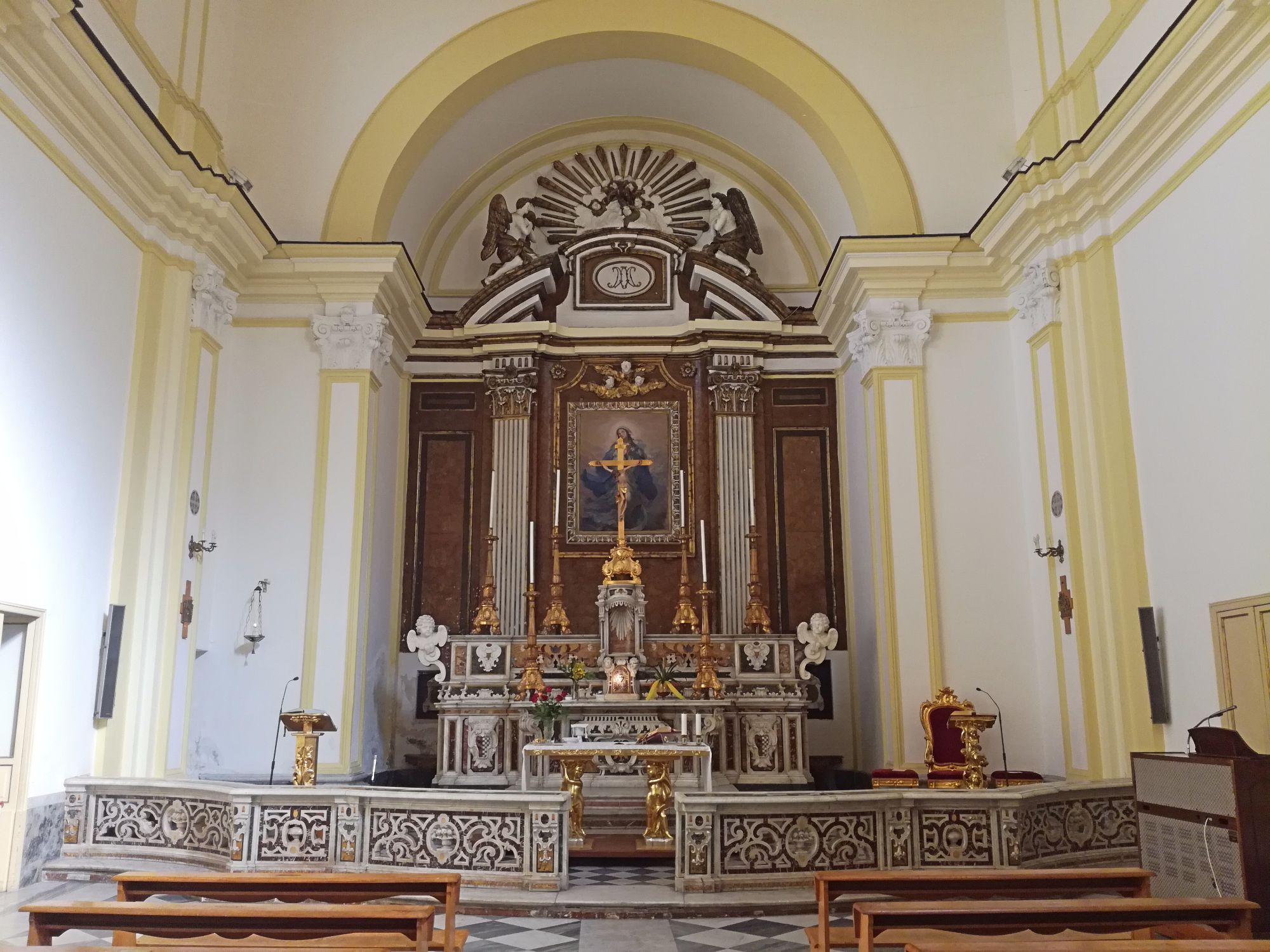
Vue du maître-autel datant de 1676.

## Source de la traduction
- (it) Cet article est partiellement ou en totalité issu de l’article de Wikipédia en italien intitulé « Chiesa di Santa Maria dei Vergini » (voir la liste des auteurs).